# ST3GAL4
ST3GAL4 (англ. ST3 beta-galactoside alpha-2,3-sialyltransferase 4) – білок, який кодується однойменним геном, розташованим у людей на короткому плечі 11-ї хромосоми. Довжина поліпептидного ланцюга білка становить 333 амінокислот, а молекулярна маса — 38 045.
| 10         |  | 20         |  | 30         |  | 40         |  | 50         |
| ---------- |  | ---------- |  | ---------- |  | ---------- |  | ---------- |
| MVSKSRWKLL |  | AMLALVLVVM |  | VWYSISREDR |  | YIELFYFPIP |  | EKKEPCLQGE |
| AESKASKLFG |  | NYSRDQPIFL |  | RLEDYFWVKT |  | PSAYELPYGT |  | KGSEDLLLRV |
| LAITSSSIPK |  | NIQSLRCRRC |  | VVVGNGHRLR |  | NSSLGDAINK |  | YDVVIRLNNA |
| PVAGYEGDVG |  | SKTTMRLFYP |  | ESAHFDPKVE |  | NNPDTLLVLV |  | AFKAMDFHWI |
| ETILSDKKRV |  | RKGFWKQPPL |  | IWDVNPKQIR |  | ILNPFFMEIA |  | ADKLLSLPMQ |
| QPRKIKQKPT |  | TGLLAITLAL |  | HLCDLVHIAG |  | FGYPDAYNKK |  | QTIHYYEQIT |
| LKSMAGSGHN |  | VSQEALAIKR |  | MLEMGAIKNL |  | TSF        |  |            |

A: Аланін

C: Цистеїн

D: Аспарагінова кислота

E: Глутамінова кислота

F: Фенілаланін

G: Гліцин

H: Гістидин

I: Ізолейцин

K: Лізин

L: Лейцин

M: Метіонін

N: Аспарагін

P: Пролін

Q: Глутамін

R: Аргінін

S: Серин

T: Треонін

V: Валін

W: Триптофан

Кодований геном білок за функціями належить до трансфераз, глікозилтрансфераз. 
Задіяний у такому біологічному процесі, як альтернативний сплайсинг. 
Локалізований у мембрані, апараті гольджі.
Також секретований назовні.